# S3rl
Jole Richard Hughes (ur. 17 grudnia 1981), lepiej znany pod pseudonimem S3RL (wymawiane „Serl”) – australijski hardcore DJ, producent muzyczny, piosenkarz i muzyk z Brisbane.

## Kariera
Hughes to australijski muzyk hardcore z Brisbane, który występuje jako „S3RL”. Pseudonim „S3RL” powstał na podstawie pseudonimu, jaki nadali mu kuzyni, gdy był mały, a który wywodził się od tego, jak jego kuzyni nazywali go „dupkiem” (ang. arsehole). Aby uniknąć wulgaryzmów, zaczęli mówić „arserl” i według Hughesa słowo to utknęło i stało się jego pseudonimem scenicznym.
Hughes znany jest przede wszystkim ze swoich utworów – „MTC” (2012) oraz „Pika girl” (2012). S3RL ma na swoim koncie utwory do kilku brytyjskich kompilacji hardcore'owych, w tym serii „Bonkers”. Niektóre z jego innych dzieł to „Genre Police”, „R4V3 BOY”, „Rainbow Girl”, „Friendzoned”, „Candy”, „Catchit”, „Pika Girl”, „I will pick you up”, „Bass Slut”, czy też „ Feel the Melody”.
W październiku 2010 roku wystąpił jako DJ na inauguracyjnym Bam! Festiwal w Ivory's Rock w południowo-wschodnim Queensland.
Wiele jego piosenek odnosi się do różnych aspektów japońskiej popkultury, takich jak anime, manga, hentai i gry wideo. W 2011 roku założył własną wytwórnię płytową EMFA Music, za pośrednictwem której wydawane są wszystkie jego utwory. W maju 2012 roku wytwórnia wydała „Press Play Walk Away” jako singiel S3RL i Synthwulf, kolegi hardcore DJ.
W lutym 2015 roku S3RL zajmował 1658 miejsce w kategorii „Official Global DJ Rankings” na stronie dj-rankings.org, która opiera swoje rankingi na wielu czynnikach, takich jak m.in. rankingi na listach przebojów. W połowie 2015 roku jego wcześniej wspominany singiel „Genre Police” (z udziałem Lexi), który został wydany w Australii w listopadzie poprzedniego roku osiągnął 10. miejsce na norweskiej liście singli.
Na początku 2018 roku Hughes ogłosił, że jego trasa w 2018 roku będzie jego ostatnią, powołując się na chęć spędzenia więcej czasu z rodziną. Chociaż reklamował to jako swoje ostatnie występy, wyjaśnił, że może być skłonny wrócić na scenę po co najmniej dwóch latach: „Po 2018 roku nie będę grać żadnych koncertów przez co najmniej kilka lat, a potem ponownie ocenię sytuację, aby od czasu do czasu występować „tu i tam”. Na przykład, gdybym miał rezerwację na koncert w 2020 roku, na który mógłbym zabrać ze sobą rodzinę, rozważałbym to, ale w ciągu dwóch lat wolnych nie będę występował w domu ani poza nim”. Stwierdził również, że jego produkcja muzyczna pozostanie nienaruszona.
W lutym 2020 roku S3RL postanowił zatrudnić partnerkę – Aurélien Dacher, aby pomogła Hughesowi w produkcji nowych teledysków. Od tej pory na dyskografii DJ-a pojawiły się utwory: „You Are Mine”, „Nasty”, „Dopamine”, „Wanna Fight Huh”, „The Bass & The Melody”, „S3RL Absolutely Presents”,„Cum Say Henlo” oraz „It Went”.
W lutym 2021 roku, wypuszczając utwór "Won't Let You Go" (pl. "Nie dam ci odejść") sam przyznał, iż wybrał taki właśnie tytuł ponieważ "po 2 miesiącach szukania nareszcie znalazł swój portfel". Istnieje wiele tytułów z podobnymi tytułami, jak na przykład "I'll See You Again" (pl. "Znów się zobaczymy") który S3RL również wykonał z Chi Chi, jednak podobnych nawiązań nie znaleziono.
W kwietniu 2023 roku, S3RL wydał nową wersję jednego ze swoich najpopularniejszych utworów "Hentai", wydaną w grudniu 2015 roku. Teledysk starszej wersji tego utworu napotkał wiele problemów po wydaniu na platformie YouTube, za liczne sceny nagości oraz treści które zostały uznane przez platformę za nieodpowiednie, przez co utwór zmagał się z wieloma re-uploadami, mimo rosnącej popularności.

## Życie osobiste
Hughes mieszka w Brisbane w stanie Queensland z żoną Jodie i dwoma synami.

## Dyskografia

### Single
| Rok  | Single                                                 | NOR | Album                                                    | ID katalogowe | Kod ISRC [w innym wypadku dodatkowy kod katalogowy] | BPM      | Dystrybutor          | Wytwórnia            |
| ---- | ------------------------------------------------------ | --- | -------------------------------------------------------- | ------------- | --------------------------------------------------- | -------- | -------------------- | -------------------- |
| 2006 | „Transformers”                                         |     | The Nu Breed EP Vol 2                                    | RLNT026       | PREEMFA-003                                         | 175      |                      | Relentless Vinyl     |
| 2007 | „Keep On Ravin' Baby”                                  |     | Keep On Ravin' Baby                                      | EXEDIGI022    |                                                     | 175      |                      | Executive Digital    |
| 2007 | „The 2nd Wave”                                         |     | The 2nd Wave                                             | EXEDIGI024    |                                                     | 175      |                      | Executive Digital    |
| 2007 | „Blast The Noise”                                      |     | Blast The Noise                                          | EXEDIGI025    |                                                     | 175      |                      | Executive Digital    |
| 2007 | „Weekend has come”                                     |     | Weekend has come                                         | EXEDIGI026    |                                                     | 175      |                      | Executive Digital    |
| 2007 | „I kiss”                                               |     | I kiss                                                   | EXEDIGI027    | PREEMFA-012                                         | 175      |                      | Executive Digital    |
| 2007 | „Neon Genesis”                                         |     | Neon Genesis                                             | RLNTDIGI031   | PREEMFA-013                                         | 175      |                      | Relentless Digital   |
| 2007 | „720 Suicide”                                          |     | 720 Suicide                                              | RLNTDIGI038   | PREEMFA-014                                         | 175      |                      | Relentless Digital   |
| 2007 | „Alternative”                                          |     | Alternative                                              | RLNTDIGI039   | PREEMFA-015                                         | 175      |                      | Relentless Digital   |
| 2007 | „Slut”                                                 |     | Slut                                                     | EXEDIGI029    |                                                     | 175      |                      | Executive Digital    |
| 2007 | „Stay”                                                 |     | Stay                                                     | EXE013        |                                                     | 175      |                      | Executive Records    |
| 2007 | „God Is Not A DJ”                                      |     | Stay                                                     | EXE013        |                                                     | 175      |                      | Executive Records    |
| 2007 | „Feel The Flow”                                        |     | Feel The Flow                                            | EXEDIGI030    |                                                     | 175      |                      | Executive Digital    |
| 2008 | „Come on do it”                                        |     | Come on do it                                            | EXEDIGI032    |                                                     | 175      |                      | Executive Digital    |
| 2008 | „DEVIL”                                                |     | DEVIL                                                    | EXEDIGI038    |                                                     | 175      |                      | Executive Digital    |
| 2008 | „Crank it louder”                                      |     | Crank it louder                                          | EXEDIGI039    |                                                     | 175      |                      | Executive Digital    |
| 2008 | „What We Do”                                           |     | What We Do                                               | EXEDIGI040    |                                                     | 175      |                      | Executive Digital    |
| 2008 | „Artificial Energy”                                    |     | Artificial Energy                                        | EXEDIGI041    |                                                     | 175      |                      | Executive Digital    |
| 2008 | „Come Back Home”                                       |     | Come Back Home                                           | EXEDIGI042    |                                                     | 175      |                      | Executive Digital    |
| 2008 | „Pretty Rave Girl”                                     |     | Weekend / Into Overdrive / Pretty Rave Girl              | RLNT037       | PREEMFA-024                                         | 175      |                      | Relentless Vinyl     |
| 2008 | „Weekend”                                              |     | Weekend / Into Overdrive / Pretty Rave Girl              | RLNT037       | PREEMFA-025                                         | 175      |                      | Relentless Vinyl     |
| 2008 | „Into Overdrive”                                       |     | Weekend / Into Overdrive / Pretty Rave Girl              | RLNT037       | PREEMFA-026                                         | 175      |                      | Relentless Vinyl     |
| 2008 | „Make you move”                                        |     | Make You Move / Take Me / You'll Never                   | RLNTDIGI046   | PREEMFA-027                                         | 175      |                      | Relentless Digital   |
| 2008 | „You'll never”                                         |     | Make You Move / Take Me / You'll Never                   | RLNTDIGI046   | PREEMFA-028                                         | 175      |                      | Relentless Digital   |
| 2008 | „Take me”                                              |     | Make You Move / Take Me / You'll Never                   | RLNTDIGI046   | PREEMFA-030                                         | 175      |                      | Relentless Digital   |
| 2009 | „Birds & Bees”                                         |     | Birds & Bees                                             | EXEDIGI043    |                                                     | 175      |                      | Executive Digital    |
| 2009 | „Go Wild”                                              |     | Go Wild                                                  | EXEDIGI044    |                                                     | 175      |                      | Executive Digital    |
| 2009 | „3 To The Floor”                                       |     | 3 To The Floor                                           | EXEDIGI045    |                                                     | 175      |                      | Executive Digital    |
| 2009 | „I'll Dance With You”                                  |     | I'll Dance With You                                      | EXEDIGI046    |                                                     | 175      |                      | Executive Digital    |
| 2009 | „Everybody Sing”                                       |     | Everybody Sing                                           | AWF002        |                                                     | 175      |                      | Australia With Force |
| 2009 | „Zorba's Dance (Family Guy Mix)”                       |     | Zorba's Dance (Family Guy Mix)                           | AWF008        |                                                     | 175      |                      | Australia With Force |
| 2009 | „One 2 Tha 3”                                          |     | One 2 Tha 3                                              | AWF021        |                                                     | 175      |                      | Australia With Force |
| 2009 | „Here We Go”                                           |     | Here We Go / Freak Show / It's Time 2 Roll               | RLNT041       | PREEMFA-040                                         | 175      |                      | Relentless Vinyl     |
| 2009 | „Freak Show”                                           |     | Here We Go / Freak Show / It's Time 2 Roll               | RLNT041       | PREEMFA-041                                         | 175      |                      | Relentless Vinyl     |
| 2009 | „It's Time 2 Roll”                                     |     | Here We Go / Freak Show / It's Time 2 Roll               | RLNT041       | PREEMFA-042                                         | 175      |                      | Relentless Vinyl     |
| 2009 | „COH4 Intro”                                           |     | Crush On Hardcore 4                                      | COCD004       |                                                     | 175      |                      | Crush On             |
| 2009 | „Keep On Ravin' Baby (VIP Mix)”                        |     | Crush On Hardcore 4                                      | COCD004       |                                                     | 175      |                      | Crush On             |
| 2009 | „Dealer”                                               |     | Little Kandi Raver / Dealer / Le Rock                    | RLNTFREE001   | PREEMFA-043                                         | 175      |                      | Relentless Digital   |
| 2009 | „Little Kandi Raver” (feat. Tamika)                    |     | Little Kandi Raver / Dealer / Le Rock                    |               | PREEMFA-044                                         | 175      |                      | Relentless Digital   |
| 2009 | „Le Rock”                                              |     | Little Kandi Raver / Dealer / Le Rock                    |               | PREEMFA-045                                         | 175      |                      | Relentless Digital   |
| 2009 | „The Hardcore Sound”                                   |     | The Hardcore Sound / Seek & Destroy                      | RLNTDIGI054   | PREEMFA-046                                         | 175      |                      | Relentless Digital   |
| 2009 | „Rave Forever”                                         |     | We All Scream / Rave Forever / Break Em                  | RLNT044       | PREEMFA-049                                         | 175      |                      | Relentless Digital   |
| 2009 | „We all scream”                                        |     | We All Scream / Rave Forever / Break Em                  | RLNT044       | PREEMFA-050                                         | 175      |                      | Relentless Digital   |
| 2009 | „Break em”                                             |     | We All Scream / Rave Forever / Break Em                  | RLNT044       | PREEMFA-051                                         | 175      |                      | Relentless Digital   |
| 2009 | „I Live For The Bass Drum”                             |     | The S3rl Digital EP 3                                    | EXEDIGI056    |                                                     | 175      |                      | Executive Digital    |
| 2009 | „Move With You”                                        |     | The S3rl Digital EP 3                                    | EXEDIGI056    |                                                     | 175      |                      | Executive Digital    |
| 2009 | „Remember My Past”                                     |     | The S3rl Digital EP 3                                    | EXEDIGI056    |                                                     | 175      |                      | Executive Digital    |
| 2009 | „BeatDrop Music”                                       |     |                                                          | EFT004        |                                                     | 175      |                      | EMFA Free            |
| 2010 | „BeatDrop Music 2010”                                  |     |                                                          | EFT003        |                                                     | 175      |                      | EMFA Free            |
| 2010 | „Pretty Rave Girl (2010 Mix)”                          |     |                                                          | RLNTDIGI060   |                                                     | 175      |                      | Relentless Digital   |
| 2010 | „Welcome To 2morrow”                                   |     | The S3RL Digital EP 4                                    | EXEDIGI063    |                                                     | 175      |                      | Executive Digital    |
| 2010 | „My Lucky Star”                                        |     | My Lucky Star                                            | RLNTDIGI62    | PREEMFA-076                                         | 175      |                      | Relentless Digital   |
| 2010 | „How Do You Like Bass”                                 |     | My Lucky Star                                            | RLNTDIGI62    | PREEMFA-077                                         | 175      |                      | Relentless Digital   |
| 2010 | „Martini's and Mixed Feelings”                         |     | My Lucky Star                                            | RLNTDIGI62    | PREEMFA-078                                         | 175      |                      | Relentless Digital   |
| 2010 | „Middle Of The Night”                                  |     | Middle Of The Night                                      | AWF037        |                                                     | 175      |                      | Australia With Force |
| 2010 | „Rainbow Girl” (feat. Tamika)                          |     | The S3RL Digital EP 4                                    | EXEDIGI063    |                                                     | 175      |                      | Executive Digital    |
| 2010 | „Stomp Ya Feet”                                        |     | T-T-Techno / Every Single Day / Stomp Ya Feet            | RLNTDIGI064   |                                                     | 175      |                      | Relentless Digital   |
| 2010 | „Every Single Day”                                     |     | T-T-Techno / Every Single Day / Stomp Ya Feet            | RLNTDIGI064   |                                                     | 130, 174 |                      | Relentless Digital   |
| 2010 | „T-T-Techno”                                           |     | T-T-Techno / Every Single Day / Stomp Ya Feet            | RLNTDIGI064   | PREEMFA-080                                         | 175      |                      | Relentless Digital   |
| 2010 | „Line Of Blow”                                         |     | In My Life / Line Of Blow / Just Fcuk                    | RLNTDIGI067   | PREEMFA-081                                         | 175      |                      | Relentless Digital   |
| 2010 | „In My Life”                                           |     | In My Life / Line Of Blow / Just Fcuk                    | RLNTDIGI067   | PREEMFA-082                                         | 175      |                      | Relentless Digital   |
| 2010 | „Just Fcuk”                                            |     | In My Life / Line Of Blow / Just Fcuk                    | RLNTDIGI067   | PREEMFA-084                                         | 175      |                      | Relentless Digital   |
| 2010 | „Every Time I Look At You”                             |     | Every Time I Look At You / Green Hills / Sek-C Raver     | RLNTDIGI071   |                                                     | 175      |                      | Relentless Digital   |
| 2010 | „Green Hills”                                          |     | Every Time I Look At You / Green Hills / Sek-C Raver     | RLNTDIGI071   |                                                     | 175      |                      | Relentless Digital   |
| 2010 | „Sek-C Raver”                                          |     | Every Time I Look At You / Green Hills / Sek-C Raver     | RLNTDIGI071   |                                                     | 175      |                      | Relentless Digital   |
| 2011 | „Mozart On Crack”                                      |     | Hardcore Energy 2                                        | HCNRG002      |                                                     | 175      |                      | Nu Energy            |
| 2011 | „Get Stronger”                                         |     | Hardcore Energy 2                                        | HCNRG002      |                                                     | 175      |                      | Nu Energy            |
| 2011 | „Good Night”                                           |     | Hardcore Energy 2                                        | HCNRG002      |                                                     | 175      |                      | Nu Energy            |
| 2011 | „Can't Bring Me Down”                                  |     | The S3rl Digital EP 5                                    | EXEDIGI64     |                                                     | 175      |                      | Executive Digital    |
| 2011 | „Snow White Line”                                      |     | The S3rl Digital EP 5                                    | EXEDIGI64     |                                                     | 175      |                      | Executive Digital    |
| 2011 | „Don't Stop”                                           |     | The S3rl Digital EP 5                                    | EXEDIGI64     |                                                     | 175      |                      | Executive Digital    |
| 2011 | „It Went” (feat. Jesskah)                              |     | Bass Slut / It Went / Crazy Ass Bitch                    | RLNTDIGI073   | GBTWT0901303                                        | 175      |                      | Relentless Digital   |
| 2011 | „Bass Slut” (feat. Tamika)                             |     | Bass Slut / It Went / Crazy Ass Bitch                    | RLNTDIGI073   |                                                     | 175      |                      | Relentless Digital   |
| 2011 | „Crazy Ass Bitch” (feat. Kato)                         |     | Bass Slut / It Went / Crazy Ass Bitch                    | RLNTDIGI073   |                                                     | 175      |                      | Relentless Digital   |
| 2011 | „Let You Go”                                           |     | Let You Go / The Wilhelm Scream / Elf The World / Addict | RLNTDIGI076   |                                                     | 175      |                      | Relentless Digital   |
| 2011 | „The Wilhelm Scream”                                   |     | Let You Go / The Wilhelm Scream / Elf The World / Addict | RLNTDIGI076   |                                                     | 175      |                      | Relentless Digital   |
| 2011 | „Elf The World”                                        |     | Let You Go / The Wilhelm Scream / Elf The World / Addict | RLNTDIGI076   |                                                     | 175      |                      | Relentless Digital   |
| 2011 | „Addict”                                               |     | Let You Go / The Wilhelm Scream / Elf The World / Addict | RLNTDIGI076   |                                                     | 175      |                      | Relentless Digital   |
| 2011 | „Finish Him”                                           |     | Finish Him                                               | CLOUD002      |                                                     | 175      |                      | Cloud 9 Recordings   |
| 2011 | „Pika Girl”                                            |     |                                                          | EMF001        |                                                     | 175      |                      | EMFA Music           |
| 2011 | „Always Picking On Me”                                 |     |                                                          | EMF002        |                                                     | 88       |                      | EMFA Music           |
| 2011 | „SummerBass”                                           |     |                                                          | EMF003        |                                                     | 88       |                      | EMFA Music           |
| 2011 | „Same Never Changes”                                   |     |                                                          | EMF004        |                                                     | 88       |                      | EMFA Music           |
| 2011 | „Happy Hardcore Tonight”                               |     |                                                          | EMF005        |                                                     | 175      |                      | EMFA Music           |
| 2011 | „Song Without Words”                                   |     |                                                          | EMF007        |                                                     | 88       |                      | EMFA Music           |
| 2011 | „Kamehameha” (feat. Johnny)                            |     |                                                          | EMF008        |                                                     | 88       |                      | EMFA Music           |
| 2012 | „Want It Harder”                                       |     |                                                          | EMF009        |                                                     | 175      |                      | EMFA Music           |
| 2012 | „MTC”                                                  |     |                                                          | EMF010        |                                                     | 88       |                      | EMFA Music           |
| 2012 | „Ready For Love” (feat. Sara)                          |     |                                                          | EMF011        |                                                     | 87       |                      | EMFA Music           |
| 2012 | „Press Play Walk Away” (feat. SynthWulf)               |     |                                                          | EMF014        |                                                     | 88       |                      | EMFA Music           |
| 2012 | „9 Bars of Equador”                                    |     |                                                          | EMF015        |                                                     | 87       |                      | EMFA Music           |
| 2012 | „Shoulder Boulders”                                    |     |                                                          | EMF016        |                                                     | 88       |                      | EMFA Music           |
| 2012 | „Little Kandi Raver 2012” (feat. Sara)                 |     |                                                          | EMF017        |                                                     | 88       |                      | EMFA Music           |
| 2012 | „Feel The Melody” (feat. Sara)                         |     |                                                          | EMF018        |                                                     | 88       |                      | EMFA Music           |
| 2012 | „Raver Dimension” (feat. Emcee M)                      |     |                                                          | EMF020        |                                                     | 87       |                      | EMFA Music           |
| 2012 | „Less Than Three” (feat. Sara)                         |     |                                                          | EMF021        |                                                     | 88       |                      | EMFA Music           |
| 2012 | „Pump Up The Jams” (feat. Zero2)                       |     |                                                          | EMF022        |                                                     | 88       |                      | EMFA Music           |
| 2013 | „Request” (feat. MixieMoon)                            |     |                                                          | EMF025        |                                                     | 88       |                      | EMFA Music           |
| 2013 | „Let The Beat Go” (feat. Johnny)                       |     |                                                          | EMF026        |                                                     | 175      |                      | EMFA Music           |
| 2013 | „Princess Bubblegum” (feat. Yuki)                      |     |                                                          | EMF027        |                                                     | 88       |                      | EMFA Music           |
| 2013 | „Doof Doof Untz Untz”                                  |     |                                                          | EMF029        |                                                     | 88       |                      | EMFA Music           |
| 2013 | „Feels Like Heaven” (feat. MoiMinnie)                  |     |                                                          | EMF030        |                                                     | 88       |                      | EMFA Music           |
| 2013 | „To My Dream” (feat. Sara)                             |     |                                                          | EMF031        |                                                     | 88       |                      | EMFA Music           |
| 2013 | „Da De Da” (feat. Johnny)                              |     |                                                          | EMF032        |                                                     | 88       |                      | EMFA Music           |
| 2013 | „I Will Pick You Up” (feat. Tamika)                    |     |                                                          | EMF033        |                                                     | 88       |                      | EMFA Music           |
| 2013 | „DJ Whore” (feat. Tamika)                              |     |                                                          | EMF035        |                                                     | 87       |                      | EMFA Music           |
| 2013 | „Forever” (feat. Sara)                                 |     |                                                          | EMF036        |                                                     | 88       |                      | EMFA Music           |
| 2013 | „Friendzoned” (feat. Mixie Moon & MC Offside)          |     |                                                          | EMF037        |                                                     | 87       |                      | EMFA Music           |
| 2014 | „Back Track” (feat. Akima.T)                           |     |                                                          | EMF038        |                                                     | 88       |                      | EMFA Music           |
| 2014 | „Dumbass Statuses” (feat. Filthy Frank)                |     |                                                          | EMF039        |                                                     | 88       |                      | EMFA Music           |
| 2014 | „I'll See You Again” (feat. Chi Chi)                   |     | I'll See You Again                                       | EMF041        | AU8N01100041                                        | 175      |                      | EMFA Music           |
| 2014 | „Mr. Vain” (feat. Tamika)                              |     |                                                          | EMF042        |                                                     | 87       |                      | EMFA Music           |
| 2014 | „Shell Shock”                                          |     |                                                          | EMF043        |                                                     | 88       |                      | EMFA Music           |
| 2014 | „The Legend of Link” (feat. Mixie Moon)                |     |                                                          | EMF044        |                                                     | 88       |                      | EMFA Music           |
| 2014 | „Over The Rainbow” (feat. Akima.T)                     |     |                                                          | EMF046        |                                                     | 160      |                      | EMFA Music           |
| 2014 | „Nightcore This” (feat. Tamika)                        |     |                                                          | EMF047        |                                                     | 160      |                      | EMFA Music           |
| 2014 | „MTC2” (feat. Sonika)                                  |     |                                                          | EMF048        |                                                     | 160      |                      | EMFA Music           |
| 2014 | „Tell Me What You Want” (feat. Tamika)                 |     |                                                          | EMF049        |                                                     | 160      |                      | EMFA Music           |
| 2014 | „Public Service Announcement”                          |     |                                                          | EMF050        |                                                     | 161      |                      | EMFA Music           |
| 2014 | „BFF”                                                  |     |                                                          | EMF053        |                                                     | 160      |                      | EMFA Music           |
| 2014 | „Genre Police” (feat. Lexi)                            | 10  |                                                          | EMF052        |                                                     | 80       |                      | EMFA Music           |
| 2015 | „Yeah Science”                                         |     |                                                          | EMF054        |                                                     | 88       |                      | EMFA Music           |
| 2015 | „Escape” (feat. Emi)                                   |     |                                                          | EMF055        |                                                     | 87       |                      | EMFA Music           |
| 2015 | „R4V3 B0Y” (feat. Krystal)                             |     |                                                          | EMF057        |                                                     | 88       |                      | EMFA Music           |
| 2015 | „Old Stuff” (feat. Minto)                              |     |                                                          | EMF058        |                                                     | 88       |                      | EMFA Music           |
| 2015 | „Hypnotoad”                                            |     |                                                          | EMF059        |                                                     | 88       |                      | EMFA Music           |
| 2015 | „Catchit”                                              |     |                                                          | EMF60         |                                                     | 88       |                      | EMFA Music           |
| 2015 | „Casual Noob”                                          |     |                                                          | EMF061        |                                                     | 88       |                      | EMFA Music           |
| 2015 | „When I Die” (feat. Razor Sharp & Krystal)             |     |                                                          | EMF062        |                                                     | 87       |                      | EMFA Music           |
| 2015 | „Candy” (feat. Sara)                                   |     |                                                          | EMF063        |                                                     | 87       |                      | EMFA Music           |
| 2015 | „Next Time” (feat. Zoe VanWest)                        |     |                                                          | EMF065        |                                                     | 88       |                      | EMFA Music           |
| 2015 | „Intensify”                                            |     |                                                          | EMF066        |                                                     | 88       |                      | EMFA Music           |
| 2015 | „Hentai”                                               |     |                                                          | EMF067        |                                                     | 175      |                      | EMFA Music           |
| 2015 | „Upper Hand 2016”                                      |     |                                                          |               |                                                     | 175      |                      |                      |
| 2016 | „Starlight Starbright” (feat. Emi & Razor Sharp)       |     |                                                          | EMF068        |                                                     | 175      |                      | EMFA Music           |
| 2016 | „Put Your Phones Up” (feat. Minto)                     |     |                                                          | EMF069        |                                                     | 88       |                      | EMFA Music           |
| 2016 | „Forbidden” (feat. Avanna)                             |     |                                                          | EMF071        |                                                     | 87       |                      | EMFA Music           |
| 2016 | „Self-Titled”                                          |     |                                                          | EMF072        |                                                     | 88       |                      | EMFA Music           |
| 2016 | „When I'm There” (feat. Nikolett)                      |     |                                                          | EMF073        |                                                     | 88       |                      | EMFA Music           |
| 2016 | „Chillcore” (feat. Lexi)                               |     |                                                          | EMF074        |                                                     | 88       |                      | EMFA Music           |
| 2016 | „Nostalgic” (feat. Harri Rush)                         |     |                                                          | EMF075        |                                                     | 88       |                      | EMFA Music           |
| 2016 | „Click Bait” (feat. Gl!tch)                            |     |                                                          | EMF076        |                                                     | 87       |                      | EMFA Music           |
| 2016 | „You're My Superhero” (feat. Zoe VanWest)              |     |                                                          | EMF078        |                                                     | 88       |                      | EMFA Music           |
| 2016 | „Trillium” (feat. Sara)                                |     |                                                          | EMF079        |                                                     | 175      |                      | EMFA Music           |
| 2016 | „Space-Time” (feat. Riddle Anne)                       |     |                                                          | EMF080        |                                                     | 88       |                      | EMFA Music           |
| 2016 | „3 To The Floor (Original Mix)”                        |     | Remastered                                               | EXE068        | AUVAA1200040                                        | 175      |                      | Executive Records    |
| 2016 | „Artificial Energy (Original Mix)”                     |     | Remastered                                               | EXE068        |                                                     |          |                      | Executive Records    |
| 2016 | „Blast The Noise (Original Mix)”                       |     | Remastered                                               | EXE068        |                                                     | 175      |                      | Executive Records    |
| 2016 | „Come On Do It (Original Mix)”                         |     | Remastered                                               | EXE068        | AUVAA1200044                                        | 175      |                      | Executive Records    |
| 2016 | „Can't Bring Me Down (Original Mix)”                   |     | Remastered                                               | EXE068        |                                                     | 175      |                      | Executive Records    |
| 2016 | „Keep On Ravin' Baby (VIP Mix)”                        |     | Remastered                                               | EXE068        |                                                     | 175      |                      | Executive Records    |
| 2017 | „Inspiration”                                          |     |                                                          | EMF082        |                                                     | 175      |                      | EMFA Music           |
| 2017 | „Like This” (feat. Krystal)                            |     | Like This                                                | EMF083        | AU8N01100083                                        | 175      |                      | EMFA Music           |
| 2017 | „Where Did You Go” (feat. Charlotte)                   |     | Where Did You Go                                         | EMF085        | AU8N01100085                                        | 175      |                      | EMFA Music           |
| 2017 | „Boomerang” (feat. Lexi)                               |     | Ravestars                                                | FSMCD-002     | Nieznany                                            | 175      |                      | Future State Music   |
| 2017 | „Cherry Pop” (feat. Gl!tch)                            |     | Cherry Pop                                               | EMF086        | AU8N01100086                                        | 175      |                      | EMFA Music           |
| 2017 | „All That I Need” (feat. Kayliana & MC Riddle)         |     | All That I Need                                          | EMF087        | AU8N01100087                                        | 175      |                      | EMFA Music           |
| 2017 | „Well, That Was Awkward”                               |     | Well, That Was Awkward                                   | EMF089        | AU8N01100088                                        | 175      |                      | EMFA Music           |
| 2017 | „Misleading Title” (feat. DEFI BRILATOR)               |     | Misleading Title                                         | EMF090        | AU8N01100090                                        | 175      |                      | EMFA Music           |
| 2017 | „Music Is My Saviour” (feat. Mixie Moon)               |     | Music Is My Saviour                                      | EMF091        | AU8N01100091                                        | 175      |                      | EMFA Music           |
| 2017 | „Spoiler Alert”                                        |     | Spoiler Alert                                            | EMF092        | AU8N01100092                                        | 175      |                      | EMFA Music           |
| 2017 | „Whirlwind” (feat. Krystal)                            |     | Whirlwind                                                | EMF093        | AU8N01100093                                        | 175      |                      | EMFA Music           |
| 2017 | „Jaded AF” (feat. ChiyoKo MC Riddle)                   |     | Jaded AF                                                 | EMF094        | AU8N01100094                                        | 175      |                      | EMFA Music           |
| 2018 | „Through the Years” (feat. Zero-2 and Yurino)          |     | Through the Years                                        | EMF095        | AU8N01100095                                        | 175      |                      | Emfa Music           |
| 2018 | „MTC Saga”                                             |     | MTC Saga                                                 | EMF097        | AU8N01100097                                        | 175      |                      | EMFA Music           |
| 2018 | „Planet Rave” (feat. Renee)                            |     | Planet Rave                                              | EMF098        | AU8N01100098                                        | 175      |                      | EMFA Music           |
| 2018 | „Now That I've Found You” (feat. Déja)                 |     | Now That I've Found You                                  | EMF099        | AU8N01100099                                        | 175      |                      | EMFA Music           |
| 2018 | „Never Let You Go” (feat. Eufeion And Harri Rush)      |     | Never Let You Go                                         | NINJAHCSE002  | GBKQU1823075                                        | 175      | Paul Rodriguez Music | Ninja Hardcore       |
| 2018 | „What is a Dj?” (feat. Jimni Cricket)                  |     | What is a Dj?                                            | EMF100        | AU8N01100100                                        | 175      |                      | EMFA Music           |
| 2018 | „Berserk” (feat. Iceman)                               |     | Berserk                                                  | EMF102        | AU8N01100102                                        | 195      |                      | EMFA Music           |
| 2018 | „It's This Again” (feat. Jamie-Rose)                   |     | It's This Again                                          | EMF103        | AU8N01100103                                        | 175      |                      | EMFA Music           |
| 2018 | „Beat All The Odds” (Featuring Kitty amp amp Lovely)   |     | Beat All The Odds                                        | EMF104        | AU8N01100104                                        | 175      |                      | EMFA Music           |
| 2018 | „Earth B♭” (feat. lexi)                                |     | Earth B♭                                                 | EMF105        | AU8N01100105                                        | 175      |                      | EMFA Music           |
| 2018 | „Scary Movie”                                          |     | Scary Movie                                              | EMF106        | AU8N01100106                                        | 175      |                      | EMFA Music           |
| 2018 | „S3RL Remix EP 17” (Technikore, Suae and Fiero Speed)  |     | S3RL Remix EP 17                                         | EMF107        | AU8N01100107                                        | 170,175  |                      | EMFA Music           |
| 2018 | „Silicon XX” (feat. Nikolett)                          |     | Silicon XX                                               | EMF108        | AU8N01100108                                        | 175      |                      | EMFA Music           |
| 2019 | „Ravers MashUp”                                        |     | Ravers MashUp                                            |               |                                                     |          |                      | EMFA Music           |
| 2019 | „The Perfect Rave” (feat. Krystal)                     |     | The Perfect Rave                                         | EMF110        | AU8N01100110                                        | 175      |                      | EMFA Music           |
| 2019 | „The Power of Love” (feat. StarStruck)                 |     | The Power of Love                                        | EMF112        | AU8N01100112                                        | 175      |                      | EMFA Music           |
| 2019 | „Avaline” (S3rl & Triple Zero featuring Lindsey Marie) |     | Avaline                                                  | EMF113        | AU8N01100113                                        | 175      |                      | EMFA Music           |
| 2019 | „And I'm Like” (Outforce & Hartshorn)                  |     | And I'm Like                                             | EMF114        | AU8N01100114                                        | 170      |                      | EMFA Music           |
| 2019 | „My Girlfriend is a Raver” (S3RL x LIDA)               |     | My Girlfriend is a Raver                                 | EMF115        | AU8N01100115 (QM42K1990276)                         | 175      |                      | EMFA Music           |
| 2019 | „Ghosted DJ” (NeoQor & S3RL feat. Kitty Chan)          |     | Ghosted DJ                                               | 193662672644  | QZFYX1995623                                        | 175      |                      | Qor Values           |
| 2019 | „Speechless”                                           |     | Speechless                                               | EMF116        | AU8N01100116                                        | 200      | Tunecore             | EMFA Music           |
| 2019 | „Fan Service”                                          |     | Fan Service                                              | EMF117        | AU8N01100117                                        | 175      | Tunecore             | EMFA Music           |
| 2019 | „I Wanna Stay” (S3RL and Rob IYF (feat. Krystal)       |     | „I Wanna Stay”                                           | EMF118        | AU8N01100118                                        | 170      |                      | EMFA Music           |
| 2019 | „Again” (S3RL and DK)                                  |     | „Again”                                                  |               | TCAEK1946179                                        | 175      | Tunecore             | S3RL & DK            |
| 2019 | „Fire” (Krystal, S3rl, Harri Rush)                     |     | „Fire”                                                   | EMF119        | AU8N01100119                                        | 175      | Tunecore             | EMFA Music           |
| 2019 | „Waifu” (S3RL and Alaguan)                             |     | „Waifu”                                                  | EMF120        | AU8N01100120                                        | 175      |                      | EMFA Music           |
| 2019 | „Dance More” (S3RL and Ella)                           |     | „Dance More”                                             | EMF121        | AU8N01100121                                        | 175      |                      | EMFA Music           |
| 2020 | „Sky Rocket” (S3RL and Sara)                           |     | „Sky Rocket”                                             | EMF122        | AU8N01100122                                        | 175      |                      | EMFA Music           |
| 2020 | „You Are Mine” (S3RL feat. Kayliana)                   |     | „You Are Mine”                                           | EMF123        | AU8N01100123                                        | 175      |                      | EMFA Music           |
| 2020 | „Nasty” (S3RL & 5H4RK80Y ft Thylie)                    |     | „Nasty”                                                  | EMF124        | AU8N01100124                                        | 175      |                      | EMFA Music           |
| 2020 | „MTC Saga Final Chapter”                               |     | „MTC Saga Final Chapter”                                 | EMF125        | AU8N01100125                                        | 175      |                      | EMFA Music           |
| 2020 | „Dopamine” (S3RL feat. Sara)                           |     | „Dopamine”                                               | EMF126        | AU8N01100126                                        | 175      |                      | EMFA Music           |
| 2020 | „Wanna Fight Huh?”                                     |     | „Wanna Fight Huh?”                                       | EMF127        | AU8N01100127                                        | 175      |                      | EMFA Music           |
| 2020 | „The Bass & The Melody”                                |     | „The Bass & The Melody”                                  | EMF128        | AU8N01100128                                        | 175      |                      | EMFA Music           |
| 2020 | „Moonlit Eyes”                                         |     | „Moonlit Eyes”                                           | MBM07         |                                                     | 175      |                      | Music Blocks Media   |
| 2020 | „Predictable Rave Song” (S3RL feat. Tamika)            |     | „Predictable Rave Song”                                  | EMF129        |                                                     | 175      |                      | EMFA Music           |
| 2020 | „Untouchable” (S3RL feat. Sara & Lida)                 |     | „Untouchable”                                            | EMF130        | AU8N01100130                                        | 175      |                      | EMFA Music           |
| 2020 | „Punch the Gas” (S3RL & Brisk)                         |     | „Punch the Gas”                                          | EMF131        | AU8N01100131                                        | 175      |                      | EMFA Music           |
| 2021 | „Party With Us” (S3RL feat. Slen-D)                    |     | „Party With Us”                                          | EMF132        | AU8N01100132                                        | 175      |                      | EMFA Music           |
| 2021 | „Won't Let You Go” („S3RL ft Chi-Chi”)                 |     | „Won't Let You Go”                                       | EMF133        | AU8N01100133                                        | 175      |                      | EMFA Music           |
| 2021 | „That Feelin" (S3RL ft Kayliana)                       |     | „That Feelin"                                            | EMF134        | AU8N01100134                                        | 175      |                      | EMFA Music           |
| 2021 | „Schadenfreude"                                        |     | „Schadenfreude"                                          | EMF135        | AU8N01100135                                        | 175      |                      | EMFA Music           |
| 2021 | „Endless Summer" (DJ Satomi & S3RL ft Ukiko)           |     | „Endless Summer"                                         |               |                                                     | 175      |                      | T-Rex                |
| 2021 | „This One Goes Out To You"                             |     | „This One Goes Out To You"                               | EMF136        |                                                     | 175      |                      | EMFA Music           |
| 2021 | „Tripping on Mushrooms" (S3RL ft Krystal)              |     | „Tripping on Mushrooms"                                  | EMF137        |                                                     | 175      |                      | EMFA Music           |
| 2021 | „Not Alone" (S3RL ft Ella)                             |     | „Not Alone"                                              | EMF138        |                                                     | 175      |                      | EMFA Music           |
| 2021 | „Heart Thief" (HBz & S3RL ft Lexi)                     |     | „Heart Thief"                                            |               |                                                     | 175      |                      | HBzMusic             |
| 2021 | „Cum Say Henlo" (GPF x S3RL)                           |     | „Cum Say Henlo"                                          | GREAZYPRO030  | NLG3W2100270                                        | 200      |                      | Greazy Recordz       |
| 2021 | „To Your Beat" (S3RL ft Hannah Fortune)                |     | „To Your Beat"                                           | EMF139        |                                                     | 175      |                      | EMFA Music           |
| 2021 | „ФЭС" (S3RL & LIDA)                                    |     | „ФЭС"                                                    | brak danych   | QMDA62101785                                        | 175      | The Orchard          | DNK Music            |
| 2021 | „Otaku Boy"                                            |     | „Otaku Boy"                                              | EMF140        |                                                     | 175      |                      | EMFA Music           |
| 2021 | „Back of the Maccas" (S3RL x Slen-D)                   |     | „Back of the Maccas"                                     | EMF141        |                                                     | 175      |                      | EMFA Music           |
| 2022 | „History Maker"                                        |     | „History Maker"                                          | EMF142        |                                                     | 175      |                      | EMFA Music           |
| 2022 | „Notice Me" (S3RL ft Dorian Electra & Nikolett)        |     | „Notice Me"                                              | EMF143        |                                                     | 175      |                      | EMFA Music           |
| 2022 | „I Feel Alive" (S3RL ft IgikoPop)                      |     | „I Feel Alive"                                           | EMF144        |                                                     | 175      |                      | EMFA Music           |
| 2022 | „Doki Doki ドキドキ" (S3RL ft Kawaiiconic)             |     | „Doki Doki ドキドキ"                                     | EMF145        |                                                     | 175      |                      | EMFA Music           |
| 2022 | „Random Encounter" (S3RL vs NeoQor ft IC3MANIA)        |     | „Random Encounter"                                       | EMF146        |                                                     | 200      |                      | EMFA Music           |
| 2022 | „Break The Music" (Vau Boy & S3RL)                     |     | „Break The Music"                                        | brak danych   | QZNWT2283896                                        | 175      |                      | Vau Boy              |
| 2022 | „Let Go" (S3RL ft Tamika)                              |     | „Let Go"                                                 | EMF147        |                                                     | 175      |                      | EMFA Music           |
| 2022 | „Don't Care" (S3RL ft IC3MANIA ft Kayliana)            |     | „Don't Care"                                             | EMF148        |                                                     | 175      |                      | EMFA Music           |
| 2023 | „Make Me Wanna" (S3RL & Alaguan ft Mixie Moon)         |     | „Make Me Wanna"                                          | EMF149        |                                                     | 175      |                      | EMFA Music           |
| 2023 | „Through The Night" (S3RL x Tatsunoshin)               |     | „Through The Night"                                      | EMF150        | AU8N01100150                                        | 175      |                      | EMFA Music           |
| 2023 | "Virtual Rave"                                         |     | "Virtual Rave"                                           | EMF151        | AU8N01100151                                        | 175      |                      | EMFA Music           |
| 2023 | "Feel That Way" (S3RL & NoHero ft Ella)                |     | "Feel That Way"                                          | EMF152        | AU8N01100152                                        | 175      |                      | EMFA Music           |
| 2023 | "Come Inside" (GPF x S3RL x DJ Gollum)                 |     | "Come Inside"                                            | GREAZY051     | NLG3W2300116                                        | 200      |                      |                      |

### Remixy
| Rok  | Autor                             | Tytuł                                         | Album                                                                | Katalog     | ISRC code    | BPM | Wytwórnia            | Wytwórnia                      |
| ---- | --------------------------------- | --------------------------------------------- | -------------------------------------------------------------------- | ----------- | ------------ | --- | -------------------- | ------------------------------ |
| 2006 | Cascada                           | Everytime We Touch (S3RL Hard Mix)            |                                                                      |             |              | 175 |                      |                                |
| 2006 | EMF-7                             | Raver Raver Raver (S3RL Remix)                | Rippin Up (Kevin Energy Remix) / Raver Raver Raver (S3RL Remix)      | RLNT033     | PREEMFA-007  | 175 |                      | Relentless Vinyl               |
| 2007 | Cascada                           | Bad Boy (S3RL Remix)                          | Bad Boy (S3rl Remix)                                                 | RLNTDIGI019 | PREEMFA-008  | 175 |                      | Relentless Digital             |
| 2007 | Perfect Phase                     | Slammer Jammer (S3RL Remix)                   | Slammer Jammer (S3rl Remix)                                          |             | PREEMFA-009  | 175 |                      | Relentless Digital             |
| 2007 | Alice Deejay                      | Back in my life (S3RL Remix)                  | Back in my life (S3rl Remix)                                         |             | PREEMFA-010  | 175 |                      | Relentless Digital             |
| 2007 | Smile.DK                          | Butterfly (S3RL Remix)                        | Butterfly (S3rl Remix)                                               |             | PREEMFA-011  | 175 |                      | Relentless Digital             |
| 2007 | Top Cat 4 & Nex Level             | Save You (S3RL Remix)                         | Save You (S3rl Remix)                                                | EXEDIGI034  | GBKQU1159317 | 175 |                      | Executive Digital              |
| 2008 | The Medic Droid                   | Fer Sure (S3RL Remix)                         | Fer Sure (S3rl Remix)                                                |             | PREEMFA-029  | 175 |                      | EMFA Music                     |
| 2008 | Rampant                           | Rhythm Of The Night (S3RL Remix)              | Rhythm Of The Night (S3rl Remix)                                     |             | PREEMFA-031  | 88  |                      | Liquid Hardcore                |
| 2009 | Starstruck & Lumin8 Feat. JessKah | Fantasy Land (S3RL Remix)                     | Fantasy Land (S3RL Remix)                                            | AWF015      | PREMFA-068   | 175 |                      | Australia With Force           |
| 2009 | Karaoke Pirates                   | Baby Baby (S3RL Remix)                        | Baby Baby / Get Away                                                 | RLNTDIGI056 |              | 175 |                      | Relentless Digital             |
| 2009 | Haze & Dundlee feat. Rowena       | Dream Surprise (S3RL Remix)                   | Dream Surprise E.P.                                                  | RECDIGI001  |              | 175 |                      | Recycled Digital               |
| 2009 | Audien & Naggy                    | Climax (S3RL Remix)                           | Climax (S3RL Remix)                                                  | AWF026      | PREEMFA-071  | 175 |                      | Australia With Force           |
| 2010 | Oceania                           | Over The Moon (S3RL Remix)                    | Over The Moon EP                                                     | AWF029      |              | 175 |                      | Australia With Force           |
| 2010 | Matt Luminate feat. MC Whiskey    | Emcees and Deejays (S3RL Remix)               | Emcees and Deejays (S3RL Remix)                                      | FHC011      |              | 175 |                      | Fundamental Hardcore           |
| 2011 | Douglas                           | FM-200 (S3RL Remix)                           | FM-200 / FM-200 (S3RL Remix) / Send Me (Stabilize Remix)             | NUNRG091    |              | 175 | NEC Music            | Nu Energy Records              |
| 2012 | Breeze & Styles                   | You're Shining (S3RL Bootleg Remix)           | 7D: The Seven Dimensions Of Euphoria 4 (Part 2)                      |             |              | 175 |                      | bassdrop.ca                    |
| 2012 | X-FIR3 & Jaz EK                   | Safe Sex (S3RL Remix)                         | We R Relentless Presents The Best Of X-FIR3                          | RLNTDIGI084 |              | 175 |                      | Relentless Digital             |
| 2013 | Brisk                             | Airhead (S3RL Remix)                          | 7D: The Seven Dimensions Of Euphoria 7: Welcome To Hardcore (Part 1) | KFA55       | GBKQU1314253 | 175 | Incentive Publishing | Kniteforce Again (KFA Records) |
| 2014 | Project Shadow                    | Calls To Heaven (S3RL Remix)                  | Calls To Heaven (S3RL Remix)                                         | JH119       | GBLV61400370 | 175 | Copyright Control    | Justice Hardcore               |
| 2014 | Project Shadow Feat. Racy         | The Fix (S3RL Remix)                          | The Fix (S3RL Remix)                                                 | JH126       | GBLV61400423 | 175 | Copyright Control    | Justice Hardcore               |
| 2015 | Stephanie Brite                   | Circus Sound (S3RL Remix)                     | The Circus Rave                                                      |             | QZFYY1969216 | 175 | —                    | —                              |
| 2019 | Krystal feat. S3RL VS. M-project  | Heart Attack (Eufeion Remix)                  | Weaponized Soul                                                      | TFCD013D    | JPN841900005 | 175 | Terraform Music      | Terraform Music                |
| 2019 | S3RL vs M-Project feat. Krystal   | Time Machine (Eufeion Remix)                  | Weaponized Soul 2                                                    | TFCD015D    | JPN841900016 | 170 | Terraform Music      | Terraform Music                |
| 2019 | Outforce, Hartshorn, MC Riddle    | Keep it Mello (S3RL Remix)                    | The Mello EP                                                         | TMEP1       | GBKQU1955954 | 175 | Copyright Control    | Justice Hardcore               |
| 2019 | NeoQor & S3RL                     | Ghosted DJ (feat. Kitty Chan)                 | Ghosted DJ (feat. Kitty Chan)                                        |             | QZHN41919548 | 175 |                      | Qor Values                     |
| 2019 | Disko Warp feat. Fright Ranger    | Oh Oh Oh Sexy Vampire (S3RL vs JUSTiNB Remix) | Oh Oh Oh Sexy Vampire (S3RL vs JUSTiNB Remix)                        |             | QZHN71958201 | 175 |                      | Disko Warp                     |
| 2020 | DJ Sammy                          | Heaven (S3RL feat Tamika Remix)               | Heaven (S3RL feat Tamika Remix)                                      | EFT011      |              |     |                      | EMFA Free                      |
| 2021 | Little Sis Nora                   | MDMA (S3RL Remix)                             | MDMA (S3RL Remix)                                                    |             |              | 175 |                      | Universal Music AB             |
| 2021 | Little Sis Nora                   | Rave In My Garage (S3RL Remix)                | Rave In My Garage (S3RL Remix)                                       |             | SEYOK2100402 | 175 |                      | Universal Music AB             |

### Mixy
| Data wydania | Tytuł                       | Kod produktu | Etykieta  |
| ------------ | --------------------------- | ------------ | --------- |
| 12.05.2007   | S3RL Presents               | EFM001       | EMFA Free |
| 02.05.2008   | S3RL Now Presents           | EFM002       | EMFA Free |
| 10.06.2009   | S3RL Also Presents          | EFM003       | EMFA Free |
| 15.01.2010   | S3RL Still Presents         | EFM004       | EMFA Free |
| 21.04.2010   | S3RL Continues To Present   | EFM005       | EMFA Free |
| 21.12.2010   | S3RL Won't Stop Presenting  | EFM006       | EMFA Free |
| 02.08.2011   | S3RL Keeps On Presenting    | EFM007       | EMFA Free |
| 05.07.2012   | S3RL F#@%!$ Presents        | EFM008       | EMFA Free |
| 12.04.2013   | S3RL Repeatedly Presents    | EFM009       | EMFA Free |
| 25.05.2014   | S3RL Chooses To Present     | EFM010       | EMFA Free |
| 22.07.2015   | S3RL Presently Presents     | EFM011       | EMFA Free |
| 18.05.2016   | S3RL Russe Mix              | EFM012       | EMFA Free |
| 23.09.2016   | S3RL 10 Years Mix           | EFM013       | EMFA Free |
| 06.04.2017   | S3RL Currently Presents     | EFM014       | EMFA Free |
| 06.12.2018   | S3RL Always Presents        | EFM015       | EMFA Free |
| 16.07.2019   | 3nd Of An 3ra               | EFM016       | EMFA Free |
| 02.09.2020   | S3RL Absolutely Presents    | EFM016       | EMFA Free |
| 20.10.2022   | S3RL Penultimately Presents | EFM017       | EMFA Free |